# Johann Ephraim Scheibel
Johann Ephraim Scheibel (ur. w 1736, zm. 31 maja 1809) – matematyk i astronom, profesor (od 1759), nauczyciel matematyki, fizyki i logiki w Gimnazjum przy kościołach: św. Elżbiety (Elisabethanum) i św. Marii Magdaleny we Wrocławiu, od 1788 inspektor wrocławskich szkół ewangelicznych i rektor Gimnazjum przy kościele św. Elżbiety, bibliotekarz Rehdigerany (1784–1809; biblioteka przy Kościele św. Elżbiety), bibliolog, członek Śląskiego Towarzystwa Kultury Ojczyźnianej (niem. Schlesische Gesellschaft für vaterländische Kultur), Pruskiej Akademii Nauk w Berlinie, oraz członek korespondent Akademii Nauk w Getyndze.

## Życiorys
Mąż Johanne Christiane Morgenroth. Ojciec Johanna Gottfrieda Scheibla, Sophie Christiane Preuss i Johanne Karoline.
Główne nurty naukowych zainteresowań Scheibla to: fizyka, astronomia, matematyka, geografia, filologia klasyczna. Wolny dostęp do cennych zbiorów bibliotecznych umożliwił mu stworzenie  wielu publikacji naukowych z zakresu bibliologii.
Różnorodna treściowo spuścizna Scheibla obejmuje m.in. cenione do dziś za precyzję opisu bibliografie Einleitung zur mathematischen Bücherkenntniss (1769–1795, w tym Astronomische Bibliographie), bibliologiczne opisy cennych rękopisów i druków (Codex quatuor Evandeliorum latinus Rehdigeranus 1763, Nachrichten von der Merkwuerdigkeiten der Rehdigerschen Bibliothek zu Breslau 1794). 
Pisywał do: „Abhandlungen der Berliner Akademie”, „Ökonomischen Nachrichten der patriotischen schlesischen Gesellschaft”, „Magazin für reine und angewandte Mathematik”.
Po śmierci Scheibla w 1809 roku, kolekcja, zgodnie z wolą właściciela, miała być sprzedana, przynajmniej częściowo w całości, a zająć się tym miał syn Scheibla, Johann Gottfried. Kolekcją matematyczno-fizyczną zainteresował się rektor Uniwersytetu Wileńskiego, Jan Śniadecki, a realizacją nabycia zajął się tamtejszy bibliotekarz, Ernst Gottfried Groddeck. Bogatą bibliotekę Scheibla sprzedano na aukcji w 1809, część zakupiono dla Biblioteki Uniwersyteckiej w Wilnie.